# Xestopelta gracillima
Xestopelta gracillima là một loài tò vò trong họ Ichneumonidae.